# چبیسزا
چبیسزا (به لاتین: Trzebiesza) یک سکونتگاه مسکونی در لهستان است که در Gmina Opole Lubelskie واقع شده‌است.